# Arctomecon humilis
Arctomecon humilis ist eine Pflanzenart aus der Familie der Mohngewächse (Papaveraceae). Im Frühling bringt sie eine elfenbeinfarbene, schnellwelkende Blüte hervor. Die Pflanze wächst ausschließlich im US-amerikanischen Utah und gilt als eine der gefährdetsten Arten der USA.

## Beschreibung

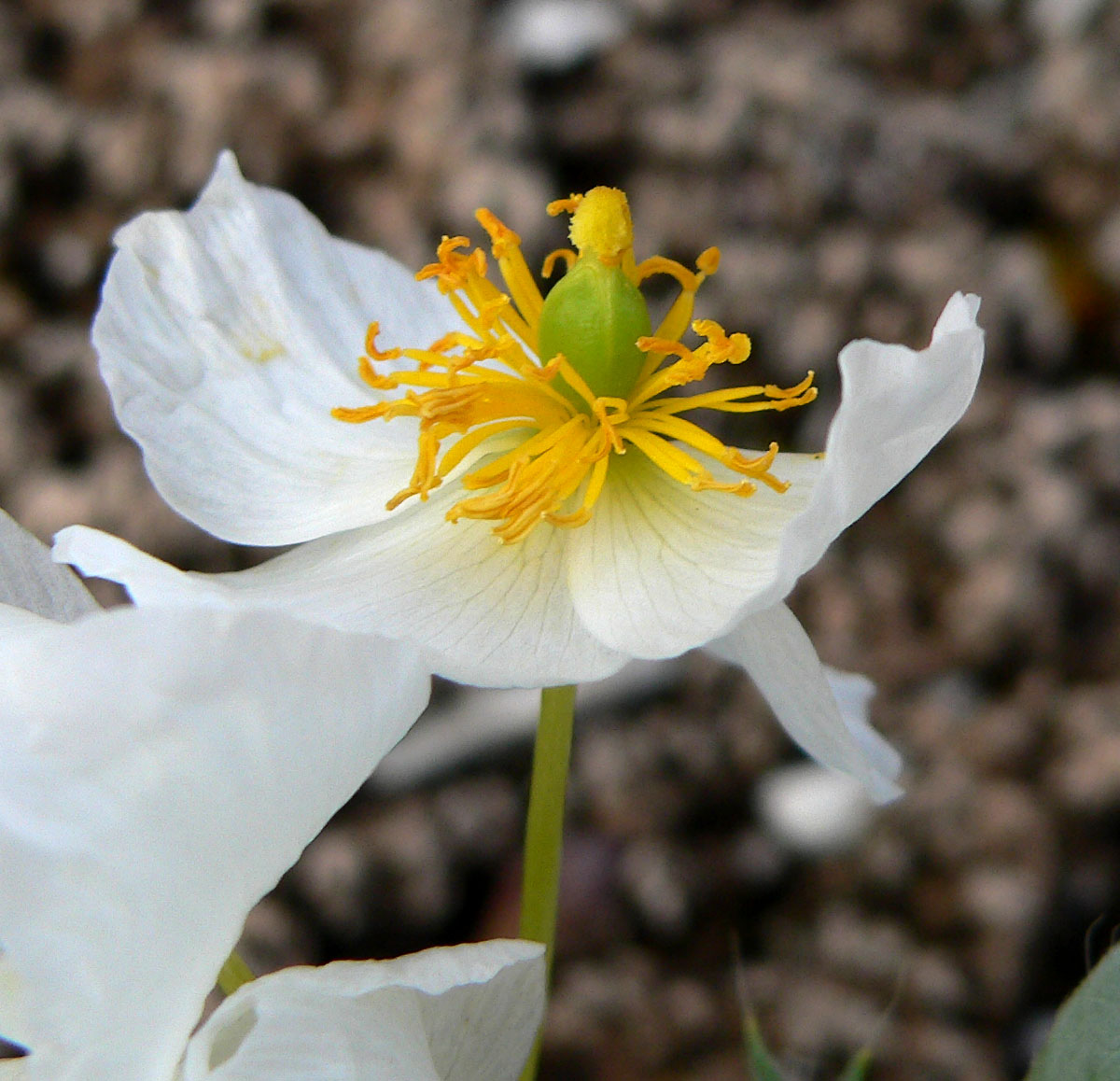
Blüte

### Vegetative Merkmale
Arctomecon humilis ist eine kurzlebige ausdauernde krautige Pflanze, die Wuchshöhen von 15 bis 25 Zentimetern erreicht. Sie bildet eine Pfahlwurzel.
Die Laubblätter stehen in einer grundständigen Rosette zusammen. Die Laubblätter sind blaugrün und dicht mit langen, weißen Haaren besetzt.

### Generative Merkmale
Jeder der Stängel trägt eine bis zwei Blüten. Die zwittrige Blüte ist radiärsymmetrisch und elfenbeinfarben. Die Kapselfrucht enthält 30 oder mehr Samen. Die relativ kleinen Samen sind schwarz.
Die Chromosomenzahl beträgt 2n = 24.

## Ökologie
Arctomecon humilis wird befruchtet von einer sehr seltenen Bienenart, der Perdita mecontis.

## Vorkommen
Arctomecon humilis ist eine gefährdete Pflanze, die auf unfruchtbaren und stark gipshaltigen Böden nur in der Nähe der Stadt St. George in Utah wächst. Es sind nur etwa ein halbes Dutzend Populationen bekannt; einige befinden sich in unmittelbarer Nähe von menschlichem Siedlungsraum. Arctomecon humilis gedeiht in Höhenlagen von 700 bis 1100 Metern.

## Taxonomie und botanische Geschichte
1874 fand Charles Christopher Perry das erste Exemplar einer Arcomecon humilis, hielt sie aber für eine Arctomecon californica, wie sie John Charles Fremont bei seiner zweiten Expedition entdeckt hatte. 1892 wurde das von ihm gesammelte Exemplar als eigene Art identifiziert.
Die Erstbeschreibung von Arctomecon humilis erfolgte 1892 durch Frederick Vernon Coville in Proceedings of the Biological Society of Washington, Volume 7, S. 67.